# ダイハツディーラーの一覧
ダイハツディーラーの一覧（ダイハツディーラーのいちらん）とは、ダイハツ工業が製造した自動車を販売するディーラーの一覧である。
歴史上、複数チャンネル制になったことはないものの、資本関係の違い（ダイハツ工業主導・地場主導、など）から同一都道府県に複数のディーラーがある地域も存在する。また、複数都道府県に店舗を持つディーラーも現在のところ存在しない。

に掲載の販売会社を記載。

## 北海道
- ダイハツ北海道販売（札幌市、札幌ダイハツモータースと函館ダイハツモータースが1999年6月1日に合併）
- 北北海道ダイハツ販売（旭川市、旭川ダイハツモータースと道東ダイハツ販売が2011年6月1日に合併）
- 室蘭ダイハツ販売（室蘭市、野口観光グループ）

## 東北
- 青森ダイハツモータース（トヨタ小野グループ）
- 岩手ダイハツ販売
- 宮城ダイハツ販売
- 秋田ダイハツ販売
- 山形ダイハツ販売
- ダイハツ福島（郡山市、I&Iグループ）
- 福島ダイハツ販売（福島市）

## 関東
- 茨城ダイハツ販売
- 栃木ダイハツ販売
- 群馬ダイハツ自動車
- 埼玉ダイハツ販売
- ダイハツ千葉販売
- ダイハツ東京販売
- 神奈川ダイハツ販売（2012年10月1日にダイハツ業販神奈川を合併）

### 過去
- ダイハツ業販神奈川[1]

## 中部
- 新潟ダイハツモータース
- 富山ダイハツ販売（品川グループ）
- 石川ダイハツ販売
- 福井ダイハツ販売
- 山梨ダイハツ販売
- 長野ダイハツ販売（松本市）
- 長野ダイハツモータース（長野市）
- 岐阜ダイハツ販売
- ダイハツ沼津販売
- 静岡ダイハツ販売
- 愛知ダイハツ（2020年4月に名古屋ダイハツが三河ダイハツを吸収合併）
- ダイハツ三重（四日市市）
- 三重ダイハツ販売（本社：松阪市。県庁所在地の津にも店舗あり）

### 過去
- 名古屋ダイハツ
- 三河ダイハツ

## 関西
- 滋賀ダイハツ販売
- 京都ダイハツ販売
- 大阪ダイハツ販売
- 兵庫ダイハツ販売
- 奈良ダイハツ
- 和歌山ダイハツ販売
- 田辺ダイハツ販売

## 中国
- 鳥取ダイハツ販売
- 島根ダイハツ販売
- 岡山ダイハツ販売
- ダイハツ広島販売
- 尾道ダイハツ販売
- 山口ダイハツ販売

### 過去
- 福山ダイハツ（2001年にダイハツ広島販売に合併。）

## 四国
- 徳島ダイハツモータース
- 香川ダイハツ販売
- 香川ダイハツモータース
- 愛媛ダイハツ販売
- 高知ダイハツ販売

## 九州
- 北九州ダイハツ販売
- 福岡ダイハツ販売
- 大分ダイハツ販売
- 佐賀ダイハツ販売
- ダイハツ長崎販売
- 熊本ダイハツ販売
- 延岡ダイハツ販売
- 宮崎ダイハツ販売
- 鹿児島ダイハツ販売
- 琉球ダイハツ販売

### 過去
- 飯塚ダイハツ販売（2018年2月をもって廃業。同年10月に代替措置として福岡ダイハツが飯塚市に拠点を配置）